# ماك بوك
ماك بوك هي علامة تجارية لأجهزة الكمبيوتر المحمولة ماكنتوش من أبل. التي دمجت خطوط باور بوك وآي بوك أثناء انتقال Apple إلى معالجات إنتل. تتكون المجموعة الحالية من ماك بوك إير (2008 إلى الوقت الحاضر) وماك بوك برو (2006 إلى الوقت الحاضر). كان هناك خط ماك بوك مختلف موجود من 2006 إلى 2012 ومن 2015 إلى 2019.

## نظرة عامة
تم إنشاء عائلة ماك بوك في البداية في تصميمات مشابهة لخطوط آي بوك و PowerBook التي سبقتها، الآن الاستفادة من هيكل من الألومنيوم أحادي الجسم تم تقديمه لأول مرة مع MacBook Air. يحتوي هذا البناء الجديد أيضًا على لوحة مفاتيح بلاستيكية سوداء تم استخدامها لأول مرة على MacBook Air، والتي كانت مستوحاة من لوحة المفاتيح لأجهزة ميت بوك من البولي كربون الأصلية. تضفي لوحة المفاتيح المعيارية الآن التوافق على خط ميت بوك، مع مفاتيح سوداء على جسم معدني من الألومنيوم.

## موديلات عائلة ماك بوك

### تيار

#### ماك بوك برو
قالب:Timeline of MacBook Family Models